# Lennart Schilgen

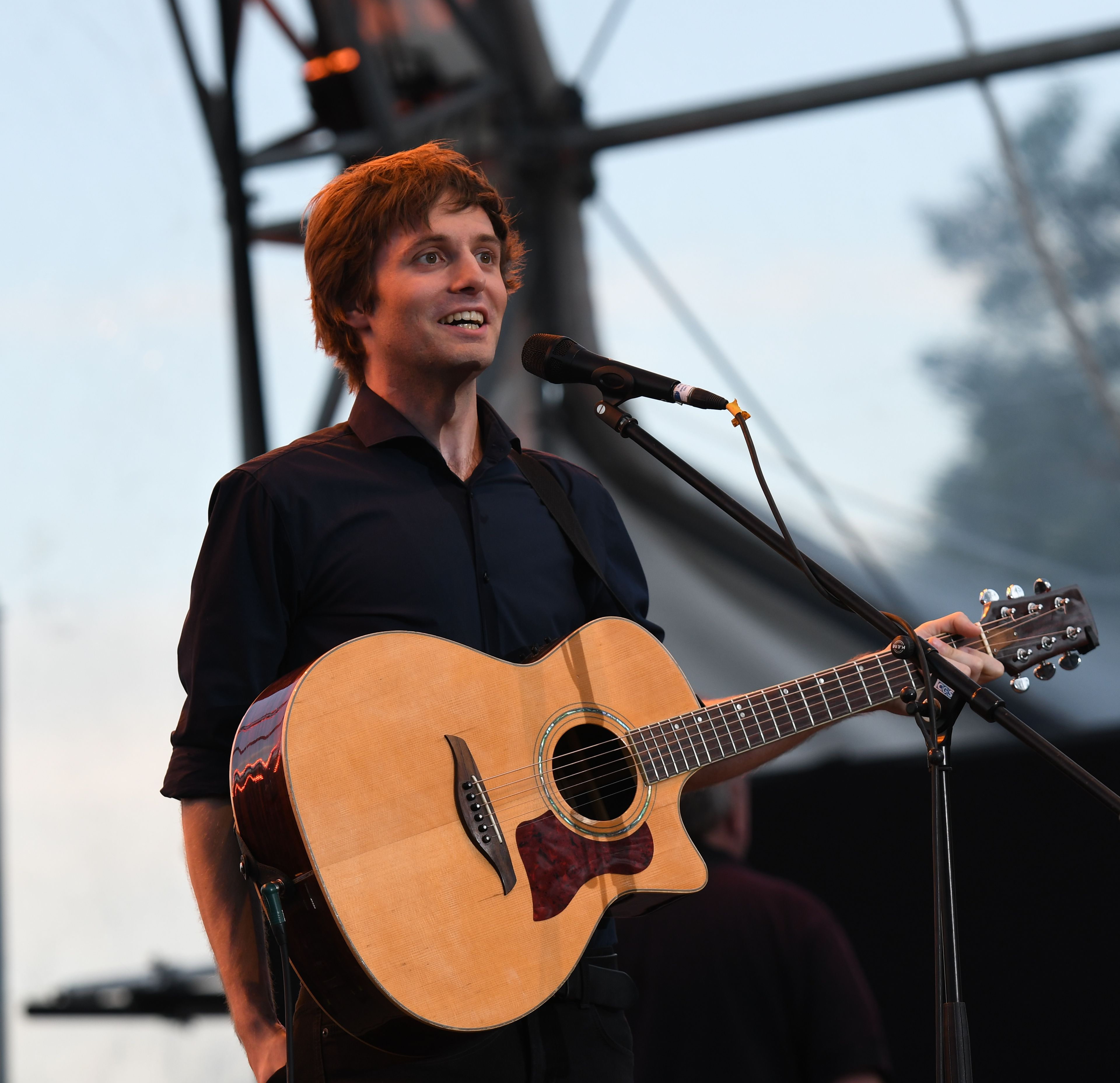
Lennart Schilgen bei Lieder auf Banz, Juli 2019

Lennart Schilgen (* 13. Oktober 1988 in West-Berlin) ist ein deutscher Liedermacher, Singer-Songwriter und Kabarettist.

## Karriere
Lennart Schilgen, geboren in Berlin-Zehlendorf, erhielt klassischen Klavierunterricht und erlernte als Autodidakt das Gitarrespielen. 2011 war er Teilnehmer der Celler Schule und trat ab 2012 als Solo-Künstler auf. Ab 2013 gehörte er der Mainzer Akademie für Musik und Poesie (Sago) an. Zu Schulzeiten gründete er mit Johannes Wolff, Jonathan Richter und Daniel Bombei die Band „Tonträger“, für die er hauptsächlicher Texter und Komponist war und mit der er ab 2014 deutschlandweit Konzerte spielte. 2015 hatte sein erstes Soloprogramm „Engelszungenbrecher“ Premiere im Berliner Zebrano-Theater. 2019 folgte das Programm „Verklärungsbedarf: Lieder vom Schwarzmalen & Schönfärben“ mit einer Premiere in der Bar jeder Vernunft. Im gleichen Jahr wurde er bei Lieder auf Banz mit dem Förderpreis der Hanns-Seidel-Stiftung ausgezeichnet und erhielt einen Jurypreis des Prix Pantheon.

## Stil
Lennart Schilgen begleitet seinen Gesang mit Gitarre und Klavier. Seine Musik wird als „auf den ersten Blick ruhig, friedlich und harmonisch“ beschrieben, die dann aber Absurditäten und Wendungen zeige. Beispiele sind, wenn der Shouter aus der Black-Metal-Band auf einmal Falsett singt oder die große Liebe an einem verlorenen Kaugummipapier scheitert. Ein vermeintliches Liebeslied lehrt durch „bitterböse Twists [...] das Gruseln“. Zu seinem Repertoire gehören neben selbst geschriebenen Liedern auch Parodien und Persiflagen. Das an Ich wollte wie Orpheus singen angelehnte Lied Ich wollte wie Elvis singen darf er allerdings seit einem Brief von Reinhard Meys Anwalt nicht mehr aufführen. Von Videoportalen musste es gelöscht werden. Ersatzweise schrieb Schilgen eine Reinhard-Mey-Persiflage.

## Diskografie
- 2015: Das war nicht ich, Extended Play.
- 2017: Engelszungenbrecher. Live-Mitschnitt aus dem Zebrano-Theater, Berlin
- 2019: Verklärungsbedarf. Live-Mitschnitt aus der Bar jeder Vernunft, Berlin. Label: recordJet
- 2021: Populärmusik, Extended Play.

mit der Gruppe Tonträger
- 2009: Späm, DNB 1042302219
- 2011: Trostlose Torten
- 2015: In der Hand

## Auszeichnungen
- 2012: Potsdamer Chansonfestival, 1. Preis & Publikumspreis[13]
- 2013: Troubadour, Förderpreis[14]
- 2015: Kleinkunstpreis Steglitzer Woche[15]
- 2015: Deutscher Chansonpreis, Nachwuchspreis[16]
- 2016: Bielefelder Kabarettpreis, 1. Platz[17]
- 2017: Herborner Schlumpeweck, Jury- & Publikums-Preis (Mit der Gruppe „Tonträger“)[18]
- 2017: St. Ingberter Pfanne, Jury- & Jugendjury-Preis (Mit der Gruppe „Tonträger“)
- 2017: Troubadour Deutscher Song Contest, 3. Platz[19][20]
- 2018: Stuttgarter Besen, 1. Platz (Goldener Besen)[21]
- 2019: Prix Pantheon, Jurypreis „Frühreif & Verdorben“[8]
- 2019: Förderpreis der Hanns-Seidel-Stiftung für junge Liedermacher, Lieder auf Banz[7]
- 2020: Tuttlinger Krähe, 1. Preis